# Atletiek op de Olympische Zomerspelen 2012 – 4×100 meter vrouwen
De 4x100 meter vrouwen op de Olympische Zomerspelen 2012 in Londen vond plaats op 9 augustus, series, en 10 augustus 2012, finale. Regerend olympisch kampioene is Rusland.

## Records
Voorafgaand aan het toernooi waren dit het wereldrecord en het olympisch record.
| Wereldrecord     | Duitse Democratische Republiek Silke Gladisch Sabine Rieger Ingrid Auerswald Marlies Göhr | 41,37 | Canberra | 6 oktober 1985  |
| Olympisch record | Duitse Democratische Republiek Romy Müller Bärbel Wöckel Ingrid Auerswald Marlies Göhr    | 41,60 | Moskou   | 1 augustus 1980 |

## Uitslagen

### Series
Kwalificatieregel: eerste drie van elke heat (q) plus twee snelste tijden overall (q).

#### Serie 1
| Rang | Baan | Land | Deelnemers                                                              | Tijd  | Opmerkingen |
| ---- | ---- | ---- | ----------------------------------------------------------------------- | ----- | ----------- |
| 1    | 2    | USA  | Tianna Madison Jeneba Tarmoh Bianca Knight Lauryn Williams              | 41,64 | Q, SB       |
| 2    | 4    | TRI  | Michelle-Lee Ahye Kelly-Ann Baptiste Kai Selvon Semoy Hackett           | 42,31 | Q, NR       |
| 3    | 8    | NED  | Kadene Vassell Dafne Schippers Eva Lubbers Jamile Samuel                | 42,45 | Q, NR       |
| 4    | 7    | BRA  | Ana Claudia Silva Franciela Krasucki Evelyn dos Santos Rosângela Santos | 42,55 | q, AR       |
| 5    | 3    | NGR  | Christy Udoh Gloria Asumnu Oludamola Osayomi Blessing Okagbare          | 42,74 | q, SB       |
| 6    | 9    | BAH  | Sheniqua Ferguson Chandra Sturrup Christine Amertil Anthonique Strachan | 43,07 | SB          |
| 7    | 6    | SUI  | Michelle Cueni Mujinga Kambundji Ellen Sprunger Léa Sprunger            | 43,54 | PB          |
| 8    | 5    | JPN  | Anna Doi Kana Ichikawa Chisato Fukushima Yumeka Sano                    | 44,25 |             |

#### Serie 2
| Rang | Baan | Land | Deelnemers                                                                      | Tijd  | Opmerkingen |
| ---- | ---- | ---- | ------------------------------------------------------------------------------- | ----- | ----------- |
| 1    | 4    | UKR  | Olesja Povch Hrystyna Stoej Marija Rjemjen Jelizaveta Bryzhina                  | 42,36 | Q, SB       |
| 2    | 6    | JAM  | Samantha Henry-Robinson Sherone Simpson Schillonie Calvert Kerron Stewart       | 42,37 | Q, SB       |
| 3    | 9    | GER  | Leena Günther Anne Cibis Tatjana Pinto Verena Sailer                            | 42,69 | Q           |
| 4    | 2    | POL  | Marika Popowicz Daria Korczynska Marta Jeschke Ewelina Ptak                     | 43,07 |             |
| 5    | 5    | COL  | Yomara Hinestroza Norma González Darlenis Obregón Eliecith Palacios             | 43,21 | SB          |
| 6    | 7    | RUS  | Olga Belkina Natalia Roesakova Elizabeta Savlinis Aleksandra Fedoriva           | 43,24 | SB          |
| 7    | 3    | BLR  | Alina Talaj Katsiaryna Hanchar Elena Daniljoek-Nevmerzjytskaja Joelija Balykina | 43,90 |             |
| n/a  | 8    | FRA  | Myriam Soumaré Ayodelé Ikuesan Lina Jacques-Sébastien Johanna Danois            | n/a   | DQ          |

### Finale
| Rang   | Baan | Land | Deelnemers                                                                     | Tijd  | Opmerkingen |
| ------ | ---- | ---- | ------------------------------------------------------------------------------ | ----- | ----------- |
| Goud   | 7    | USA  | Tianna Madison Allyson Felix Bianca Knight Carmelita Jeter                     | 40,82 | WR          |
| Zilver | 6    | JAM  | Shelly-Ann Fraser-Pryce Sherone Simpson Veronica Campbell-Brown Kerron Stewart | 41,41 | NR          |
| Brons  | 5    | UKR  | Olesja Povch Hrystyna Stoej Marija Rjemjen Jelizaveta Bryzhina                 | 42,04 | NR          |
| 4      | 2    | NGR  | Christy Udoh Gloria Asumnu Oludamola Osayomi Blessing Okagbare                 | 42,64 | SB          |
| 5      | 8    | GER  | Leena Günther Anne Cibis Tatjana Pinto Verena Sailer                           | 42,67 |             |
| 6      | 9    | NED  | Kadene Vassell Dafne Schippers Eva Lubbers Jamile Samuel                       | 42,70 |             |
| 7      | 3    | BRA  | Ana Claudia Silva Franciela Krasucki Evelyn dos Santos Rosângela Santos        | 42,91 |             |
| n/a    | 4    | TRI  | Michelle-Lee Ahye Kelly-Ann Baptiste Kai Selvon Semoy Hackett                  | n/a   | DNF         |